# 陽子-陽子連鎖反応

陽子－陽子連鎖反応の概要 左上の反応では2個の陽子（赤）が反応し、陽電子（白）とニュートリノ（ν）を放出後、陽子と中性子（灰色）からなる重水素が形成される。次の反応では重水素と陽子が結合し、ガンマ線（γ）を放出してヘリウム3が生成する。最後の反応では2個のヘリウム3が結合し、陽子を2個放出してヘリウム4に至る。電子は反応に寄与しないため、省略されている。

Proton–proton II chain reaction

Proton–proton III chain reaction

陽子-陽子連鎖反応（ようしようしれんさはんのう、proton-proton chain reaction）とは恒星の内部で水素をヘリウムに変換する核融合反応の一種である。日本語ではppチェイン、pp連鎖反応などと呼ばれることが多い。CNOサイクルと並んで、恒星内で起こる水素の核融合反応の主要な過程であり、太陽と同程度かそれより質量の小さい恒星でのエネルギー生成の大半を担っている。この反応では水素原子核の合計質量の0.7%が質量とエネルギーの等価性によって熱量に転換される。そのため、「熱核融合反応」と呼ばれる。
一般に、2つの水素原子（陽子）の間に働くクーロン力に打ち勝って核融合反応が起こるためには大きなエネルギー（すなわち高い温度）と圧力（密度）を必要とする。恒星内部で陽子－陽子連鎖反応が完了するまでの平均的な時間尺度は109年のオーダーである。このように反応の進行がゆっくりとしているため、太陽や小質量星は長い時間にわたって輝くことができる。
陽子－陽子連鎖反応が太陽や他の恒星のエネルギー生成の基本原理であることは1920年代にアーサー・エディントンによって提唱された。当時は、陽子がクーロン障壁を越えるためには太陽の温度は低過ぎると考えられていた。後に量子力学が発展すると、陽子の波動関数がトンネル効果によってクーロン障壁を越えることで、古典力学の予言より低い温度で陽子同士が融合できることが明らかとなった。

## 陽子-陽子連鎖反応
この反応の第1段階では2個の水素原子 1H（陽子）が結合して重水素 2H となり、1個の陽子が中性子に変換した結果として陽電子とニュートリノ({\displaystyle {\ce {\nu}}})が放出される。
{\displaystyle {\ce {^{1}H\ +{}^{1}H\ ->{}^{2}H\ +{\mathit {e}}^{+}\ +{}\nu _{\mathit {e}}}}}
ここで放出されるニュートリノは最大で0.42MeVのエネルギーを持ち去る。
この第1段階は陽子が中性子に変換される弱い相互作用に依存しているため、極めてゆっくりと進行する。実際、陽子－陽子連鎖反応の中ではこの段階が律速となっており、太陽のコアにおける平均反応時間は140億年である。
陽電子はすぐに電子と対消滅し、両者の質量エネルギーは2個のガンマ線光子によって運び去られる。
{\displaystyle {\ce {{\mathit {e}}^{+}\ +\ {\mathit {e}}^{-}\ ->\ 2\gamma \ ,}}}{\displaystyle {\mbox{ + 1.02 MeV}}}
また、この第1段階で作られた重水素は別の水素原子と融合してヘリウムの同位体であるヘリウム3 ({\displaystyle {\ce {^3He}}}) を作る。
{\displaystyle {\ce {^{2}H\ +{}^{1}H\ ->{}^{3}He\ +\gamma \ ,}}} {\displaystyle {\mbox{ + 5.49 MeV}}}
ここから先、ヘリウム4 (4He) が生成される過程には3つの異なる分枝 (branch) が存在し、それぞれ pp1, pp2, pp3 と呼ばれている。pp1 ではヘリウム4は2個のヘリウム3原子核が融合することで作られる。残る2つの分枝である pp2 と pp3 では pp1 で作られたヘリウム4が反応に使われるが、反応途中でのベリリウム7の関わり方が互いに異なる。太陽の内部では、pp1が86%、pp2が14%、pp3が0.015%の割合で起こる。

### pp1 分枝
{\displaystyle {\ce {^3He\ + {}^3He -> {}^4He\ + {}^1H\ + {}^1H\ ,}}} {\displaystyle {\mbox{ + 12.86 MeV}}}
pp1 分枝を通った場合、連鎖反応全体で26.7MeVのエネルギーを放出する。pp1 分枝は温度が1,000万-1,400万度の環境で優勢となる。1,000万度以下では陽子－陽子連鎖反応で 4He が作られることはほとんどない。

### pp2 分枝
|  | {\displaystyle {\ce {^3He\ + {}^4He -> {}^7Be\ + \gamma}}}                        |
|  | {\displaystyle {\ce {^{7}Be\ +{\mathit {e}}^{-}->{}^{7}Li\ +\nu _{\mathit {e}}}}} |
|  | {\displaystyle {\ce {^7Li\ + {}^1H -> {}^4He\ + {}^4He}}}                         |

pp2 分枝は温度が1,400万-2,300万度の環境で優勢となる。
7Be(e−,νe)7Li* 反応で生成されるニュートリノの90%は0.861MeVのエネルギーを持ち、残りの10%は0.383MeVのエネルギーを持つ（いずれになるかはリチウム7が励起状態にあるか基底状態にあるかによって決まる）。

### pp3 分枝
|  | {\displaystyle {\ce {^3He\ + {}^4He -> {}^7Be\ + \gamma}}}                                 |
|  | {\displaystyle {\ce {^7Be\ + {}^1H\ -> {}^8B\ + \gamma}}}                                  |
|  | {\displaystyle {\ce {^{8}B\ \ \ ->\ \ {}^{8}Be\ +{\mathit {e}}^{+}\ +\nu _{\mathit {e}}}}} |
|  | {\displaystyle {\ce {^{8}Be\ \ \ <->\ {}^{4}He\ +{}^{4}He}}}                               |

pp3 分枝は温度が2,300万度以上の環境で優勢となる。
太陽のコアの温度はあまり高くないため、pp3 分枝は太陽の主要なエネルギー源ではないが、この pp3 分枝ではホウ素8がベリリウム8に変換する過程で最もエネルギーの高い (≤14.06 MeV) ニュートリノを発生する。このためこのニュートリノは太陽ニュートリノの検出実験において重要な役割を果たす。

### pp4 (Hep) 分枝
ごく稀に、ヘリウム3が陽子と直接融合してヘリウム4を生成する反応も起こりうる。この過程を pp4 分枝あるいは Hep 分枝と呼ぶ場合もある。この反応の確率は約10-5程度と非常に小さい。
{\displaystyle {\ce {^{3}He\ +{}^{1}H\ ->\ {}^{4}He\ +\nu _{\mathit {e}}\ +{\mathit {e}}^{+}}}}

### エネルギー生成
この連鎖反応で最終的に作られるヘリウム4原子核の質量を陽子4個の質量と比べると、元々陽子が持っていた質量の約0.7%が失われていることが分かる。この質量はエネルギーに変換され、個々の反応の過程でガンマ線とニュートリノの形で放出されている。
こうして生成されたエネルギーのうち、ガンマ線として放出されたエネルギーだけが電子や陽子と相互作用をして太陽内部を加熱する。この熱エネルギーによるガスの熱運動が自己重力による収縮に拮抗し、太陽の形が保たれている。一方、この反応で放出されるニュートリノは物質とほとんど相互作用をしないため、太陽を重力収縮に抗して支える役割には寄与しない。

## pep 反応
反応の第1段階で2個の陽子から重水素が作られる際に、上記の通常の反応（pp 反応）の代わりにより確率の小さい pep (proton-electron-proton) 反応が起こる場合がある。
{\displaystyle {\ce {^{1}H\ +{\mathit {e}}^{-}+{}^{1}H\ ->\ {}^{2}H\ +\ \nu _{\mathit {e}}}}}
太陽では pep 反応が起こる確率は pp 反応の約 1/400 である。しかし pep 反応で放出されるニュートリノはかなりエネルギーが高い。太陽ニュートリノのエネルギースペクトルを観測すると、pp 反応のニュートリノが0.42MeV以下のエネルギーを持つのに対して、pep 反応で生成されるニュートリノは1.44MeVの鋭いピークを持つ。